# Plaça del mercat
Una plaça del mercat  és una plaça destinada al comerç, en la qual es fa un mercat. És una característica important de molts pobles i ciutats d'arreu del món. Una plaça del mercat és una zona oberta on les parades del mercat s'instal·len tradicionalment per al comerç, habitualment un dia concret de la setmana conegut com a dia del mercat .
Una típica plaça del mercat anglesa consisteix en una zona quadrada o rectangular, o de vegades només una ampliació del carrer principal. Habitualment es troba al centre de la població, envoltat de grans edificis com l'església parroquial, l'ajuntament, importants comerços i hotels, i l'oficina de correus, juntament amb petits comerços i locals comercials. De vegades hi ha un edifici de mercat cobert permanent, i tota la zona és un lloc de trobada tradicional per a la gent local, així com un centre de comerç.

## Plaça del mercat en diferents cultures
A l'Antiga Grècia l'àgora era el terme utilitzat per designar a la plaça pública de les ciutats-estat gregues ( polis ). Era un espai obert, centre del comerç ( mercat ), de la cultura i la política de la vida social dels grecs.
A les antigues ciutats romanes el fòrum originalment era el terme usat per referir-se al lloc de la ciutat on s'establia el mercat. Posteriorment el fòrum es va anar transformant en un espai públic amb funcions comercials, financeres, religioses, judicials i de prostitució, a més de ser el lloc on els ciutadans romans feien comunament la seva vida social.
A l'urbanisme espanyol i hispanoamericà, la plaça del mercat normalment és coneguda com a Plaça Mayor —les altres es denominen placetes—, mentre que en el musulmà correspon al basar . La tendència a cobrir les places obertes de mercat responia als ideals higienistes del segle xix, i va desenvolupar una particular arquitectura utilitzant les noves possibilitats de l'arquitectura del ferro . El concepte no s'aplica tant al nou concepte de centre comercial, propi de finals de segle xx i començaments del segle xxi .
A la cultura anglosaxona, una plaça de mercat és qualsevol lloc d'una població on se celebri mercat, de forma contínua o periòdica, especialment si és important en una comarca o destaca per algun motiu des d'un punt de vista agrícola, mercantil o financer; per exemple, les que celebren una fira .

## Galeria

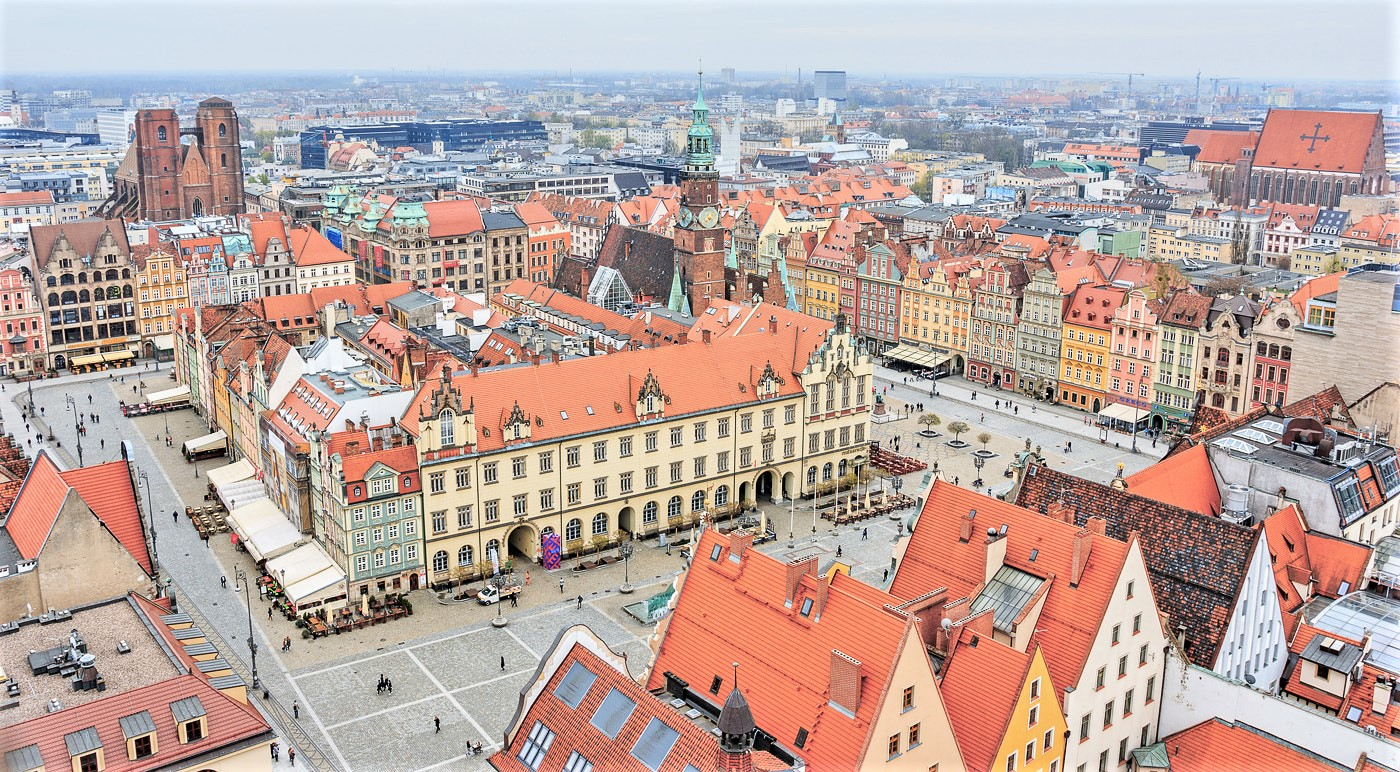
Plaça del Mercat, Wrocław, Polònia
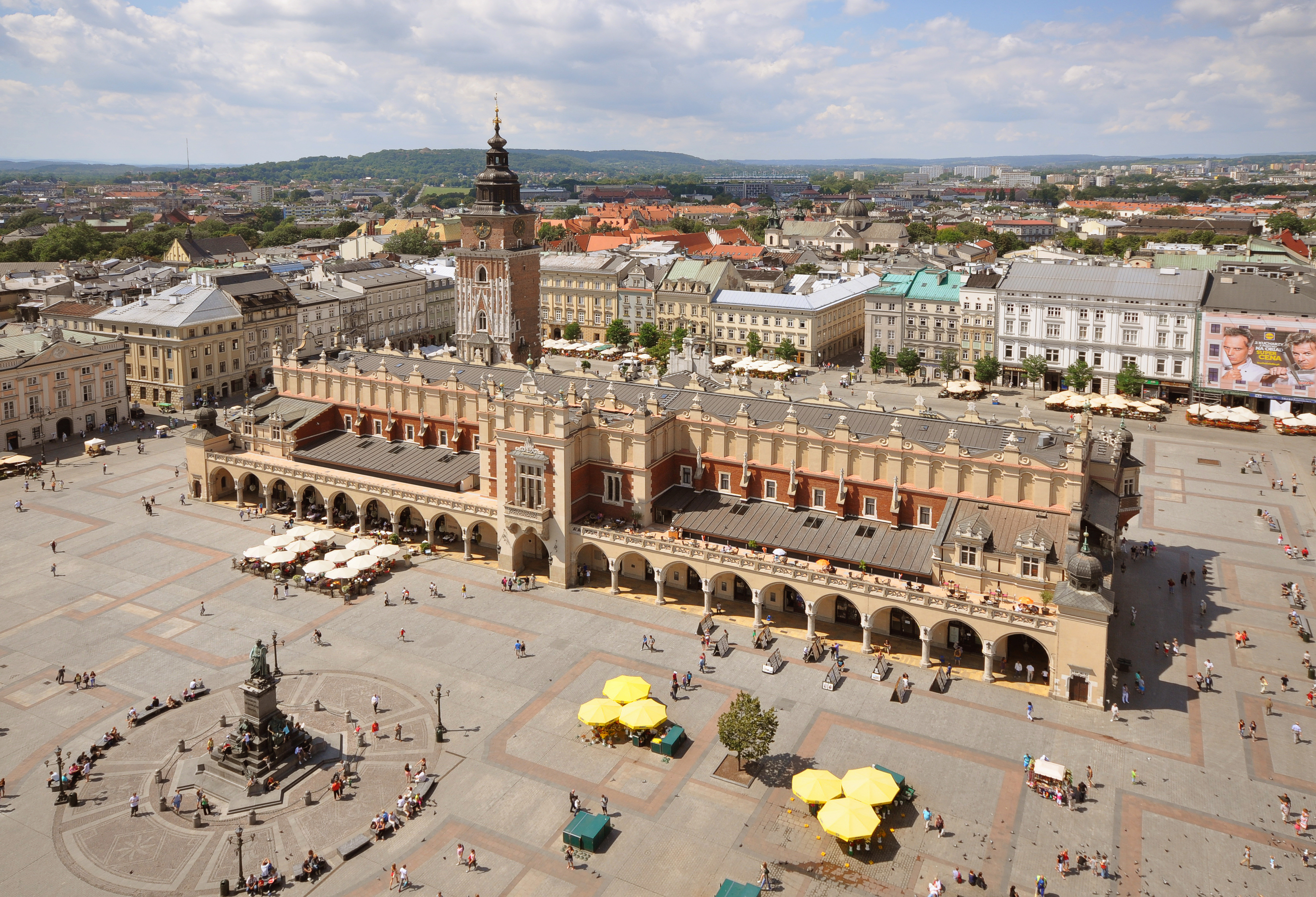
Plaça principal, Cracòvia, Polònia
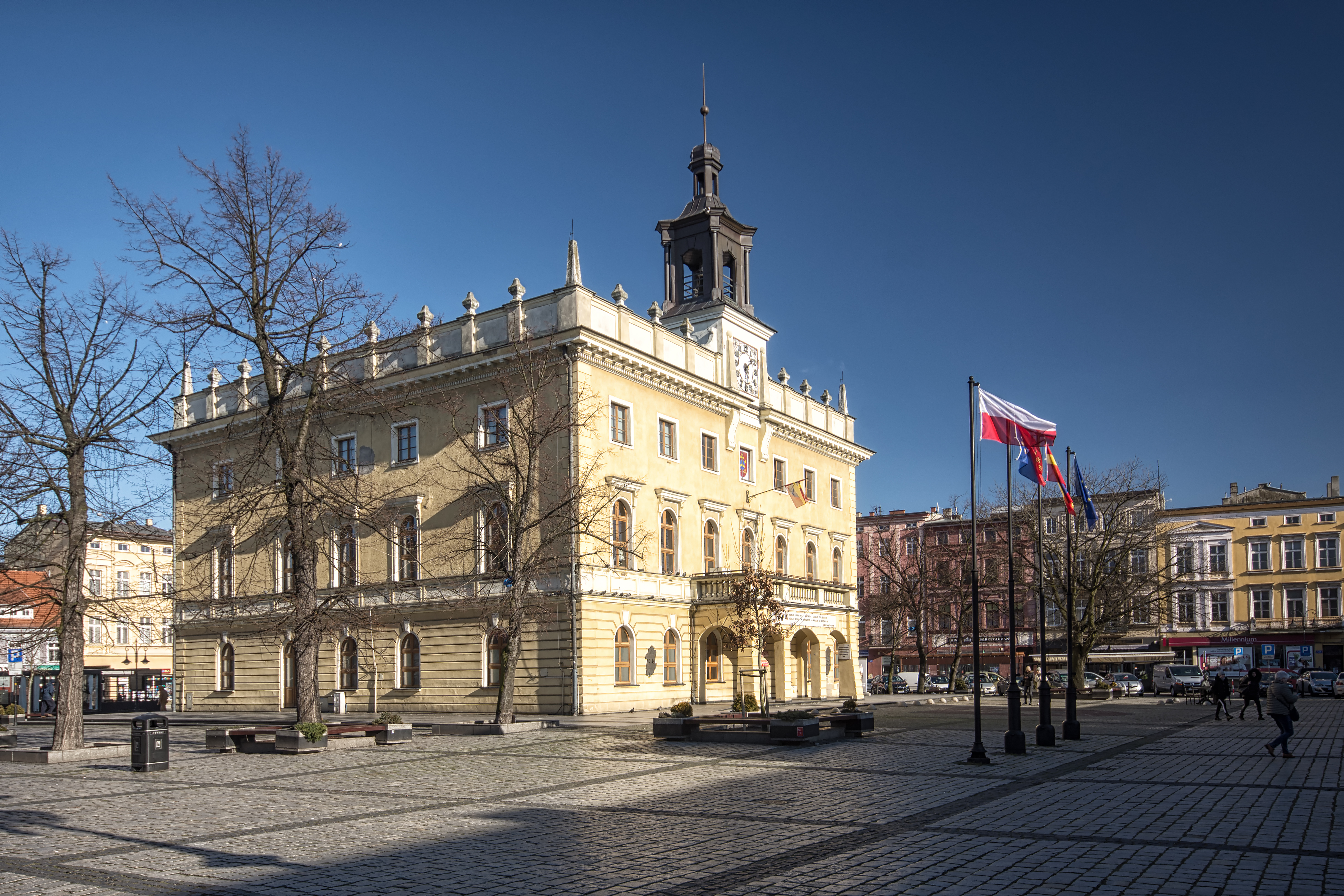
Plaça del Mercat a Ostrów Wielkopolski, Polònia
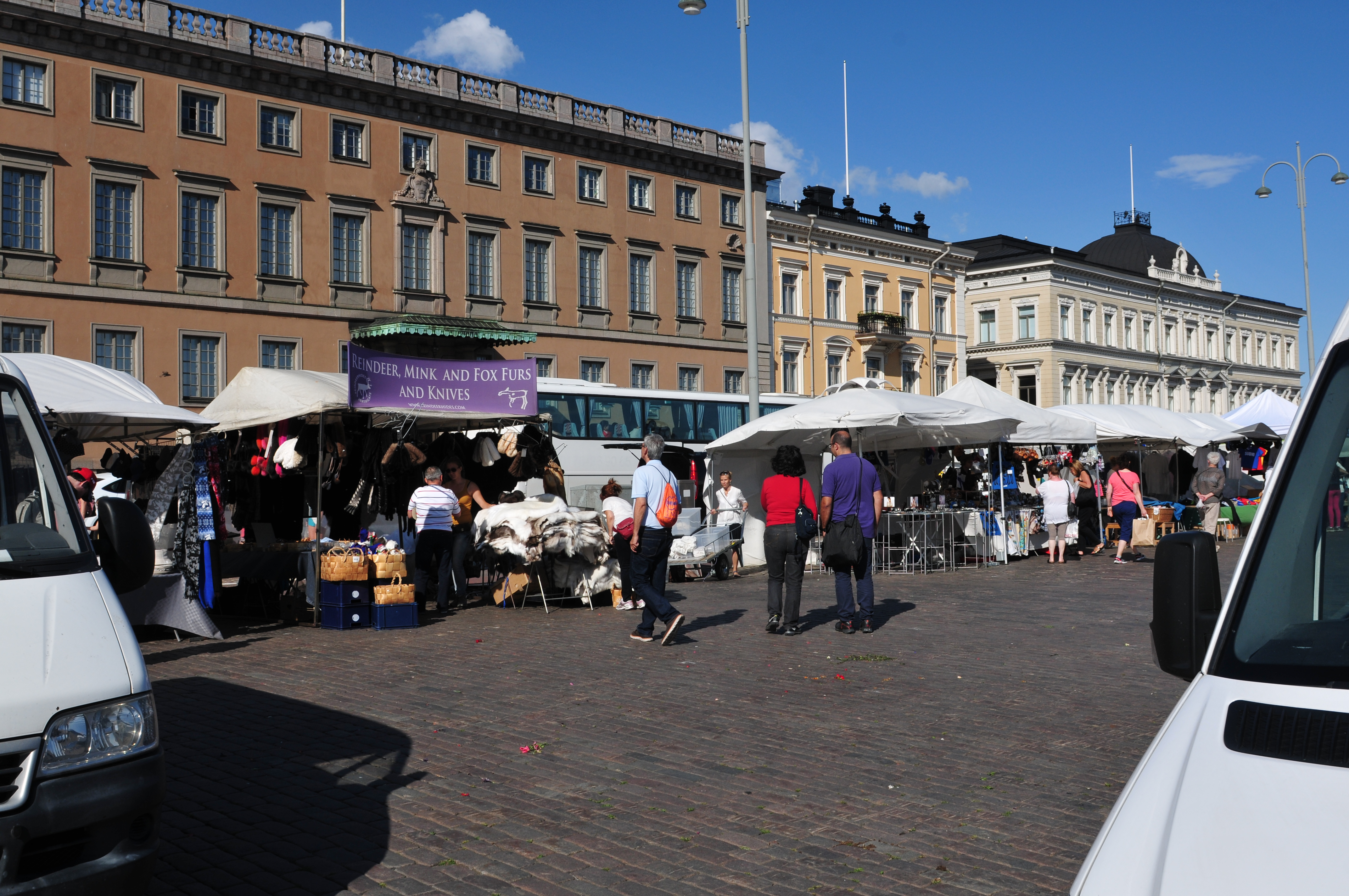
Plaça del Mercat, Hèlsinki, Finlàndia
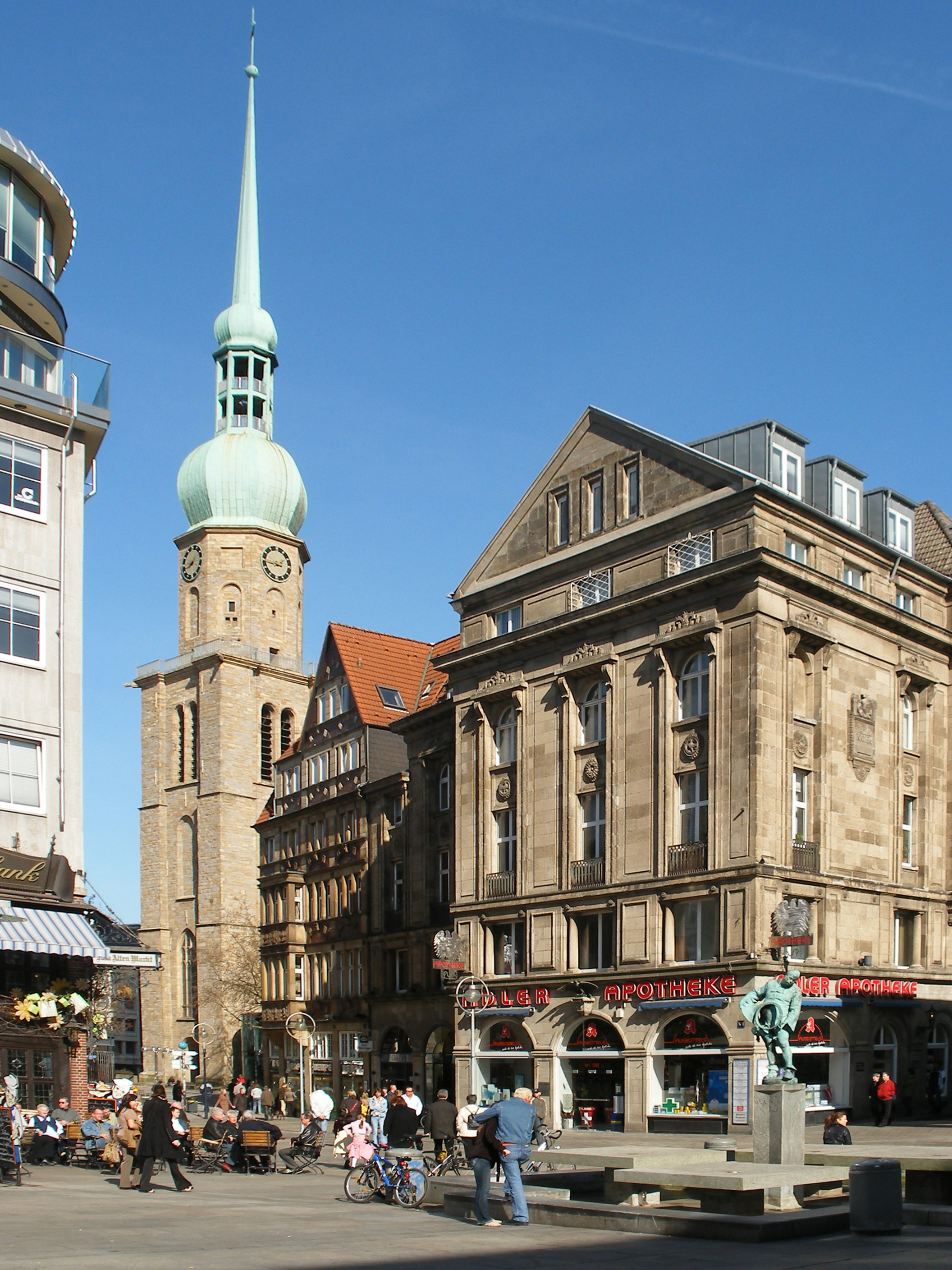
Plaça del Mercat de Dortmund, Westfàlia, Alemanya
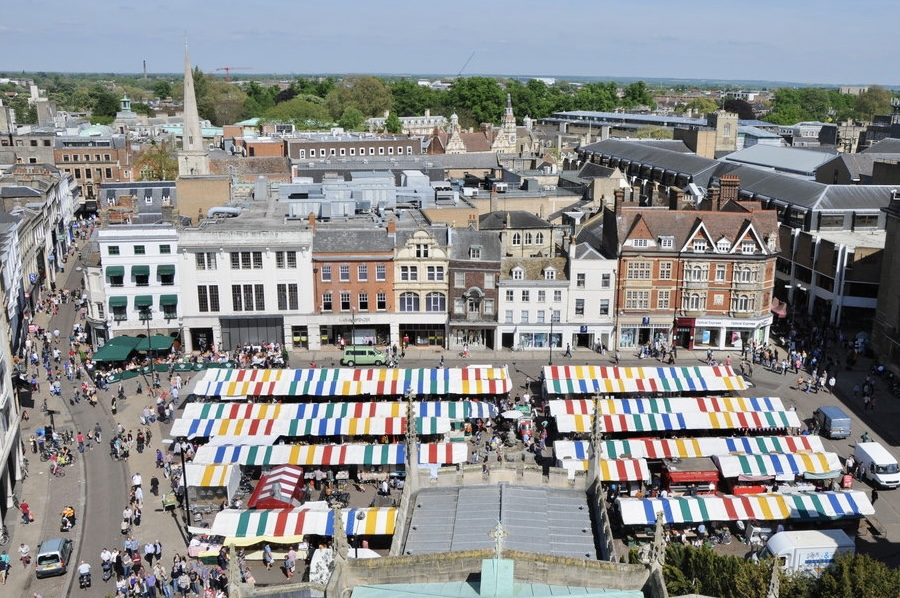
Plaça del mercat a Cambridge, Cambridgeshire, Anglaterra
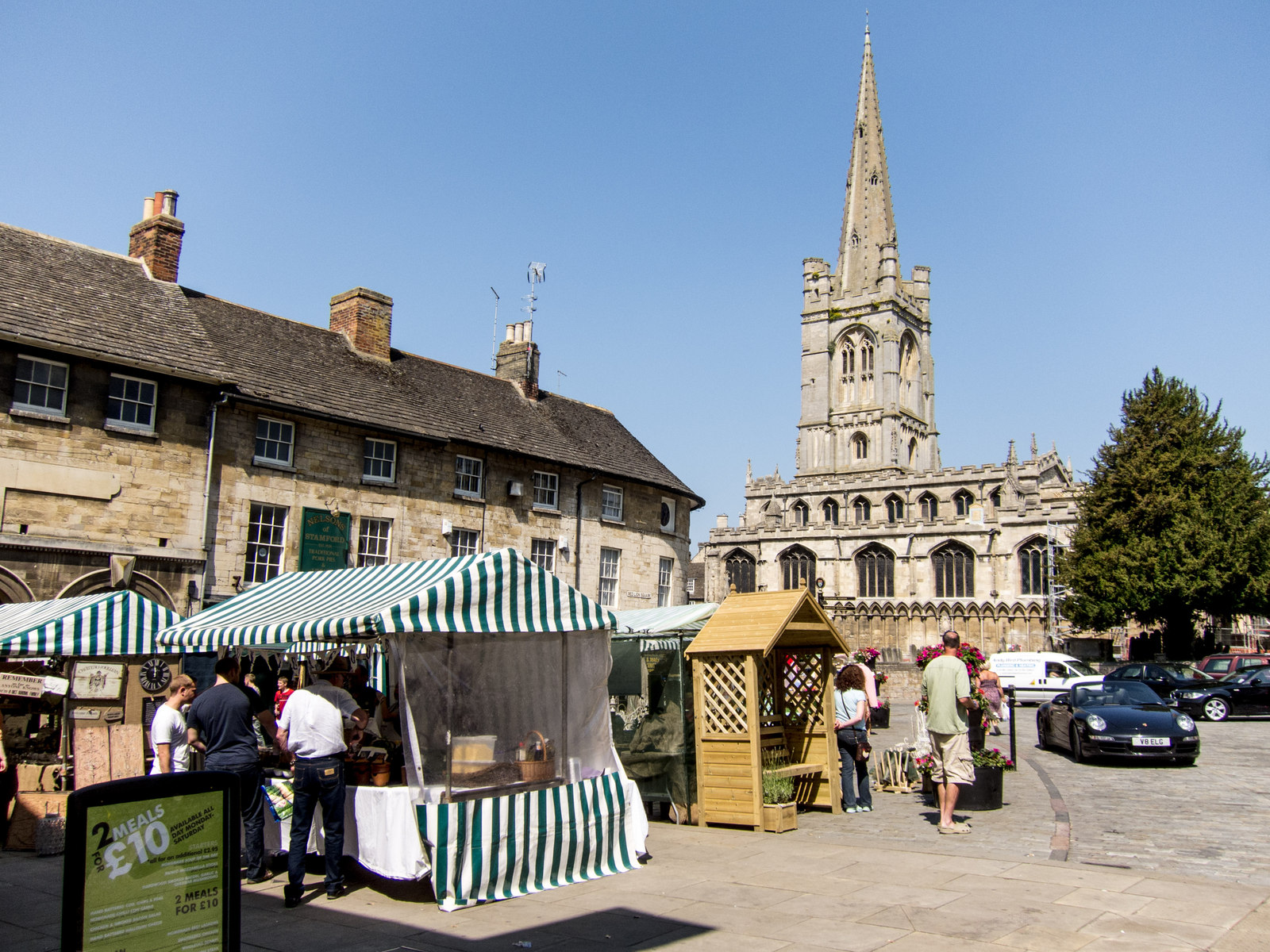
Plaça del mercat a Stamford, Lincolnshire, Anglaterra
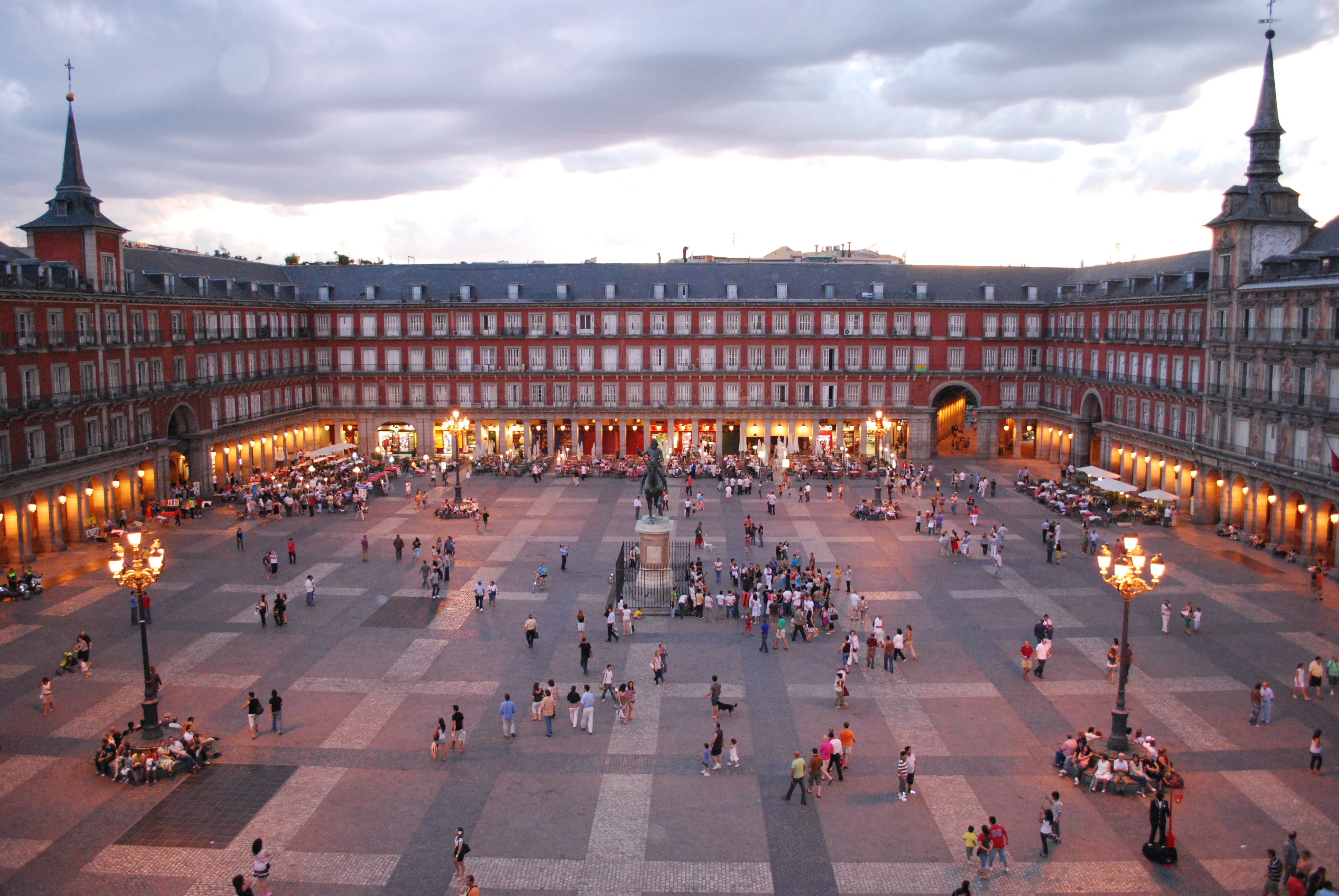
Plaça del Mercat de Madrid, Espanya

## Mercat de carrer

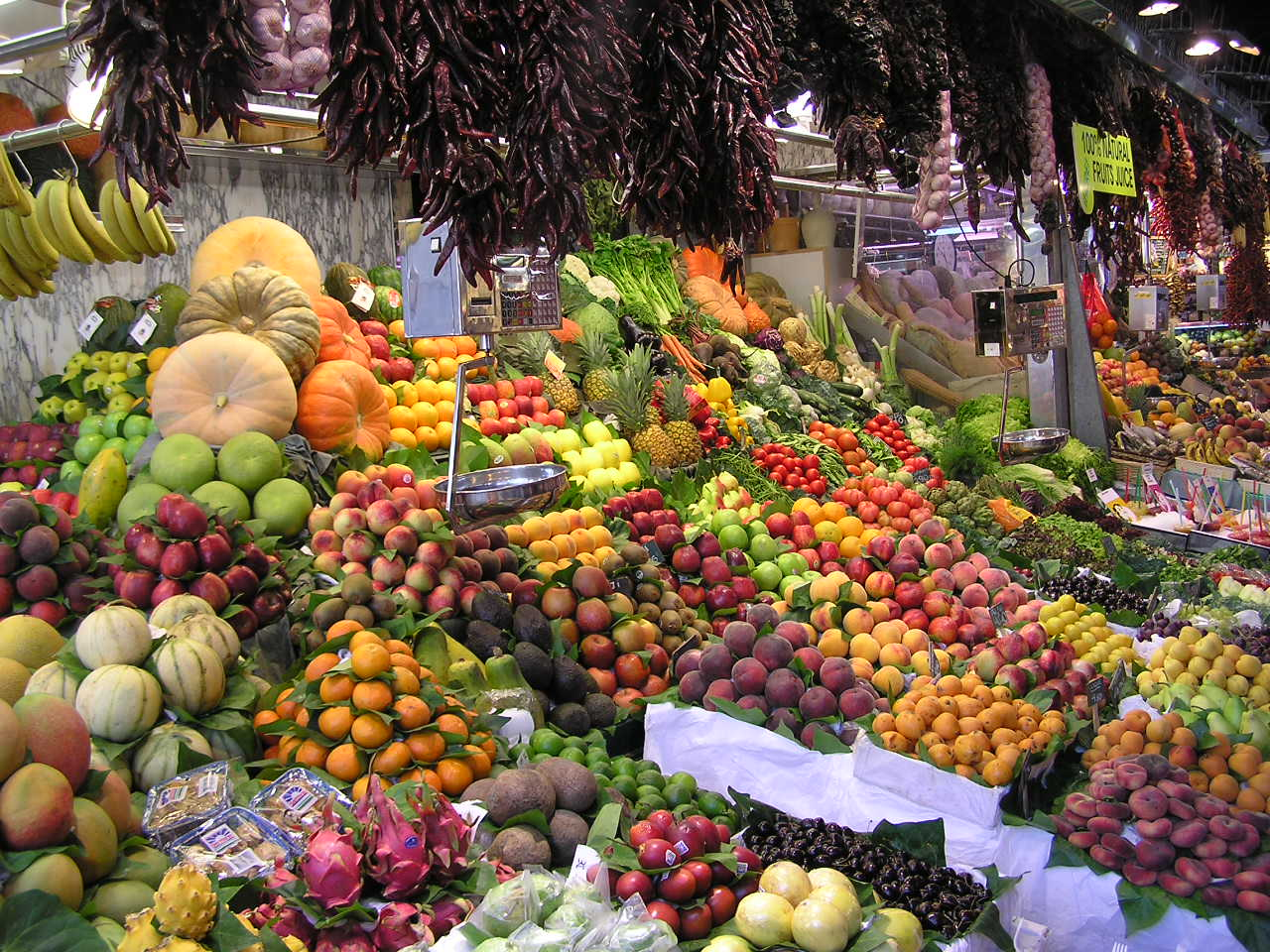
Mercat a Barcelona, Espanya.

Un mercat de carrer o mercat al carrer, (en castellà mercadillo), és un mercat que s'instal·la generalment a l'aire lliure en  diversos dies determinats de la setmana. Altres noms alternatius són: mercat ambulant, mercat a l'aire lliure, mercat de plaça i fins i tot mercat solidari, als casos en què es fa la venda amb motius solidaris.
Aquesta modalitat de « venda ambulant » té formes molt diferents atesa la gran variabilitat d'aquests mercats de carrer (i els productes que ofereixen) arreu del món. Els mercats de carrer solen situar-se en llocs públics o cedits per l'ajuntament de la localitat tals com a places, avingudes, aparcaments, etcètera..